# Роджерс, Найл
Найл Грегори Роджерс (англ. Nile Gregory Rodgers; род. 19 сентября 1952) — американский музыкант, продюсер, композитор, аранжировщик и гитарист. Совместно с Бернардом Эдвардсом, основатель группы Chic, действовавшей с 1976 года.

## Биография
Найл Роджерс родился у 14-летней матери в Нью-Йорке 19 сентября 1952 года. Его биологический отец Найл Роджерс-старший был музыкантом-перкуссионистом. В детстве Найл играл на флейте и кларнете, а в 16 лет освоил гитару.

### В 1970-е
Начал свою музыкальную карьеру как сессионный музыкант. Играл в шоу «Улица Сезам». Позже работал в культовом гарлемском театре «Аполло». В 1970-х Найл знакомится с басистом Бернардом Эдвардсом, который впоследствии становится его самым близким другом. Вместе они создают группу «The Big Apple Band», с которой отправились в первое мировое турне группы «The Jackson 5». После выпуска коммерчески провального второго альбома «The Big Apple Band» распадается. Бернард и Найл вместе с барабанщиком Тони Томпсоном создают группу «The Boys». Однако звукозаписывающие компании не подписывали контракт с новой группой из-за расовых предрассудков: считалось, что музыка темнокожих будет плохо продаваться. Через какое-то время «The Boys» вернулись к прежнему названию «The Big Apple Band».

### Группа «Chic»
В одно время с «The Big Apple Band» Роджерса и Эдвардса существовала группа с точно таким же названием, которая к тому же выпустила успешный хит «A Fifth of Beethoven», позже попавший в фильм «Лихорадка субботнего вечера». Во избежании путаницы Найл и Эдвардс в 1976 году снова меняют имя своего коллектива — так появляется название «Chic». Группа играет R&B, фанк, диско, находя новые сочетания этих стилей. Менеджером группы становится Лютер Вандросс, который появляется на ранних записях «Chic» в качестве бэк-вокалиста.
Дебютный альбом группы и отдельные песни из него (например, «Everybody Dance») занимают высокие места чартов. Песня «Le Freak» со второго альбома «C’est Chic» становится трижды платиновым хитом и самым продаваемым синглом лейбла «Atlantic Records». Руководство лейбла привлекает Роджерса и Эдвардса к работе с другими группами в качестве продюсеров. Написанные для «Sister Sledge» синглы «He is the greatest dancer» и «We are the family» оказались на первом месте R&B-чарта Billboard и до сих пор входят в различные списки наиболее важных песен в истории музыки. Найл и Бернард уже под названием The Chic Organization всё больше работают над чужими проектами, в том числе и порознь.
В 1980 году Найл и Бернардс спродюсировали альбом «Diana» Дайаны Росс. Песня «Upside Down» добирается до первого места Billboard Hot 100, а «I’m Coming Out» становится гимном гей-движения.
В начале 1980-х творчество группы «Chic» влияет на всю музыкальную индустрию. Благодаря песне «Good Time» в американском обществе появляется интерес к хип-хопу, а партия бас-гитары из этой песни ложится в основу песни группы «Queen» «Another One Bites The Dust».
В 1983 году у The Chic Organization заканчивается контракт с «Atlantic Records». Их последней работой становится саундтрек к фильму «Soup For One». Сэмпл из одноименной песни позже станет основой для трека «Lady» французского дуэта «Modjo».

### Творчество после «Chic»
В 1983 году Найл выпускает свой первый сольный альбом «Adventures in the Land of the Good Groove». В апреле 1983 года выходит спродюсированные Роджерсом альбом Дэвида Боуи «Let’s Dance». Также Найл работает с INXS и Duran Duran.
В 1984 года выходит альбом Мадонны «Like a Virgin», который также спродюсирован Роджерсом. Его гитару можно услышать в восьми из девяти песне альбома, включая заглавную «Like a Virgin». Найл работает с Робертом Плантом над альбомом его группы The Honeydrippers. Музыка Роджерса звучит в фильме «Гремлины».
В 1985 году журнал Billboard признаёт Найла Роджерса продюсером года. К этому моменту его послужной список пополняется сольным альбомом Мика Джаггера «She’s the Boss» и участием в международном фестивале Live Aid — вместе с Мадонной он исполнил песню «Битлз» «Revolution».
В 1986 году Найл выпускает альбом «Notorious» для группы Duran Duran, с супер хитом с одноимённым названием «Notorious». Во время одного из «живых» выступлений солист группы Duran Duran — Simon Le Bon так представил Найла Роджерса: «Наша группа переживала тяжкие времена и мы, возможно, не прошли через все это, если бы не было этого замечательного джентльмена».
В 1987 году Найл собирает экспериментальную группу «Out loud», которая просуществовала недолго. В группе в качестве гитариста выступил Дэвид Леттерман, композитором и вокалистом Фелиция Колинс, а также приглашённые французские музыканты. Совместно они выпускают альбом «Out loud» в музыкальной студии Warner Brothers.
В 1988 году Найл Роджерс сочиняет свой первый оркестровый саундтрек для фильма «Coming to America» с участием Эдди Мёрфи. Фильм стал вторым самым успешным фильмом 1988 года.
Вслед за ним появляются саундтреки к фильмам: «White Hot и Earth Girls are Crazy», последний был создан с участием группы The B-52s. В 1989 году Найл вместе с The B-52s выпускает их мультиплатиновый альбом «Cosmic Thing». В этом же году Найл Роджерс выпускает альбом «Working Overtime» для Дайаны Росс на лейбле Motown. Выход этого альбома позволил Дайане Росс занять руководящую позицию в лейбле.
Появляется релиз группы The Dan Reed Network «Slam», сборник группы Duran Duran — «Decade: Greatest Hits». В целом, декада 80-х годов для Найла Роджерса стала самой успешной по музыкальным выпускам, так как очень многие артисты работали с ним в этот период.

### 90-е

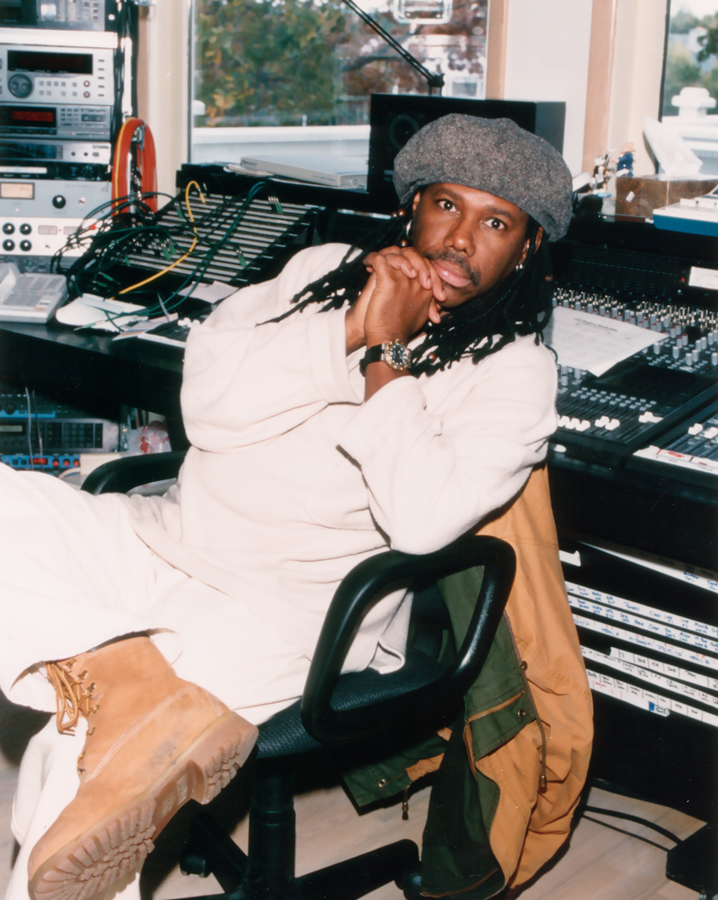
Найл в своей студии Le Crib, 1999

В сентябре 1990 года Epic Records выпускает спродюсированный Найлом Роджерсом альбом группы Vaughan Brothers «Family Style», этот альбом выходит вскоре после внезапной смерти талантливого гитариста этой группы Steive Ray Vaughan. Также в 90-х Найл продюсирует проекты для Дэвида Боуи, Эрика Клэптона, Рика Осака, The B-52s, The Stray Cats и многих других известных исполнителей. Одновременно Найл продолжает работать над саундтреками к фильмам: Thelma and Luise, Cool World, The Beavis and Butthead Experience.
После вечеринки в честь дня рождения в 1992 году, где Найл Роджерс, его друг Бернард Эдвардс, Пол Шаффер (Paul Shaffer) и Антон Фиг (Anton Fig) играли старые хиты группы Chic под восторженные возгласы и бурю оваций всех присутствующих, Найл и Бернард решаются воссоздать группу Chic — создав её новую версию. Они записывают свежий материал для альбома Chic-Ism и представляют его на своем живом выступлении.
В 1996 году Найл Роджерс получает звание JT Super Producer года. Он выступает с Бернардом Эдвардсом, Sister Sledge, Steve Winwood, Simon Le Bon (Duran Duran) и Slash в целой серии памятных концертов в Японии, которые обеспечивают ретроспективу всей его карьере.
Друг и музыкальный партнер Найла — Бернард Эдвардс, умирает от пневмонии в течение этого музыкального тура — это случилось в апреле 1996 года.
Найл очень тяжело переживал эту потерю. Год спустя он возвращается в Японию, чтобы почтить память своего ушедшего друга и проложить путь к новому музыкальному будущему. С тех пор Найл возвращается каждый год в Японию в эту памятную дату, чтобы дать несколько концертов в память своего лучшего друга.
Через какое-то время Найл начинает снова давать живые концерты, а также сочинять и продюсировать музыку и саундтреки к фильмам. В это время появляются саундтреки: Beverly Hills Cop 3, Blue Chips, The Flinstones и Feeling Minnesota (совместная работа с Бобом Диланом) и то лишь малая часть его работы над саундтреками!
В 1998 году Найл основывает независимый музыкальный лейбл Sumthing Else Music Works record label и Sumthing Distribution. Последний фокусирует свою деятельность на выпуске саундтреков к компьютерным видео играм — в то время очень быстро развивающимся направлении. Sumthing Distribution выпускает саундтреки к таким игровым гигантам как Halo, Resident Evil и многим другим.

### 2000-е
Найл Роджерс сосредотачивается на работе по созданию многочисленных саундтреков к фильмам и видео играм. Например, с его легкой руки появились саундтреки к фильмам: Rush Hours 2, Snow Dogsand and Semi-Pro, в последнем снялся актёр Уил Феррел (Will Ferrell), с которым Найл выпускает песню «Love me Sexy». В 2002—2003 годах Найл становится сопродюсером альбома группы Duran Duran «Astronaut».
Трагедия 11 сентября 2001 года унесла жизни трех знакомых Найла Роджерса, которые были на борту первого лайнера, врезавшегося в North Tower. Эта трагедия подтолкнула его к созданию фонда «We Are Family Foundation» (WAFF), работа которого могла бы помочь затянуться ранам, нанесённым обществу. Найл организовывает повторную запись песни, которую он и его друг Бернард Эдвардс (RIP) записали для группы Sister Sledge «We are the family». В перезаписи песни участвовало более 200 музыкантов — звезд разной величины.
Спайк Ли (Spike Lee) стал автором и директором музыкального фильма «We are the family». А Дэнни Чештер (Danny Schechter) сделал документальный фильм названный «The Making and Meaning of the We are the family». Этот фильм был отмечен на Sundance Film Festival Special Selection в 2002 году. Найл Роджерс продолжает работать с фондом и выпускает ещё одно музыкальное видео «We are the family», приглашая для участия в записи более 100 детей. Этот фильм транслировался на каналах Disney Channel, Nickelodeon и PBS, призывая к объединению всех людей как одной большой семьи для помощи друг другу. За свой вклад в общественную жизнь и становление общества после трагедии 11 сентября Найл был отмечен наградами от National Academy of Recording Arts (NARAS) и Sciences NY Chapter’s Governor’s Lifetime Achievement Award и The Heroes Award. В настоящее время фонд продолжает успешно работать, помогая детям более чем 40 стран в развитии их талантов и творческого потенциала. В прошлом году (2013 год) один из этих детей, в возрасте 16 лет разработал тест ранней диагностики рака поджелудочной железы. Теперь этот проект поддерживается и внедряется в жизнь с помощью Била Гейтса.
19 сентября 2005 года Найл Роджерс был удостоен звания, оказаться в зале славы — The Dance Music Hall of Fame in New York. Он был награждён за свои многочисленные выдающиеся достижения как продюсер вместе со своим другом и коллегой Бернардом Эдвардсом (RIP).
Группа Chic была номинирована залом славы — Rock & Roll Hall of Fame шесть раз! В 2003, 2006, 2007, 2008, 2010 и 2011 годах. Летом 2006 года Найл Роджерс стал музыкальным директором концерта-памяти, посвященного продюсеру Atlantic Record — Ahmet Ertegun на Montreux Jazz Festival. На концерте выступили группы: CHIC — новый состав, Robert Plant, Steve Winwood, Stevie Nicks, Kid Rock, Ben E. King, Chaka Khan, George Duke, Paolo Nutini и многие другие артисты, которые записывались на студии и выпускались Atlantic Record.

### 2010-е

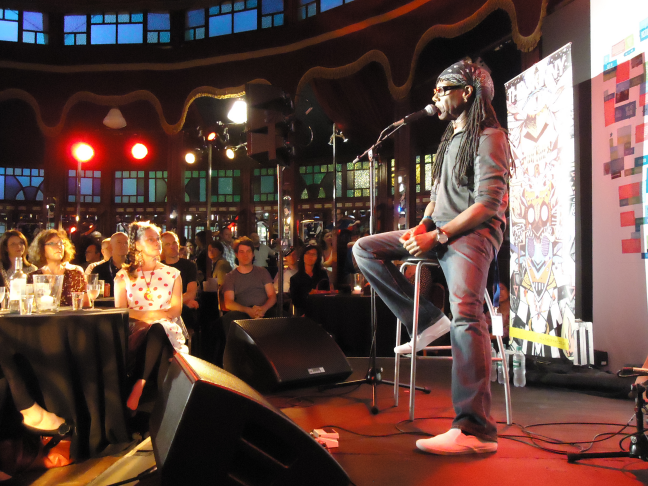
Найл на Эдинбургском международном книжном фестивале, 2012

Автобиографическая книга Найла Роджерса «Le Freak: An Upside Down Story of Family, Disco and Destiny» была опубликована издательским домом Random House (Spiegel & Grau) and Little Brown и выпущена в октябре 2011 года.
We Are Family Foundation в 2011 году получает награду Humanitarian Award. 24 октября 2011 года в честь десятилетия We Are Family Foundation Найл Роджерс был удостоен специальной награды за огромный вклад в развитие жизни общества и улучшение жизни людей. В 2012 году Найл становится куратором Montreux Jazz Festival. А Montreux Dance Party становится в этом году невероятным праздником танцевальной музыки. Вечер включал выступления Nile Rodgers & CHIC, Mark Ronson, Grace Jones, La Roux, Felix da Housecat, Dimitri from Paris, Alison Moyet, Cerrone, Martha Wash, Tavares, DJ Greg Cerrone, Ultra Naté и других артистов. 21 марта 2013 Найл Роджерс получает награду за музыкальный вклад на 28th Annual International Dance Music Awards in Miami Beach. Также в марте 2013 года Найл Роджерс получает самые высокие рейтинги на телевизионном канале BBC4 за автобиографический фильм: «Nile Rodgers: The Hitmaker».

### Кое-что ещё…
Жизнь Найла Роджерса всегда была насыщена событиями, как хорошими, так и не очень. Ему пришлось пережить клиническую смерть в 1980 году от передозировки наркотиков. Но расстаться с их употреблением навсегда Найл смог только около 17 лет назад. После этого он ведет здоровый образ жизни.
В октябре 2010 года Найл с ужасом узнает, что у него агрессивная форма рака предстательной железы. В кратчайший срок ему было необходимо принять решение относительно операции. Он решается на её проведение, чтобы устранить раковую опухоль в полном объёме. Кроме этого, вследствие сильнейшего нервного напряжения у Найла теряется мышечная функция руки. Чтобы подготовиться к операции врач порекомендовал ему ежедневные утренние прогулки по четыре мили каждый день. Эта привычка — гулять по утрам остается у Найла Роджерса и по сегодняшний день. Благодаря своему желанию жить, работать, писать музыку и песни, выступать и делать добрые дела Найл Роджерс живёт в здравии, совершенно излечившись от ракового заболевания!
В течение всего времени лечения Найл в своем блоге: «Walking on Planet C» на своём официальном сайте www.nilerodgers.com делился со всеми своими переживаниями, ощущениями и мыслями, событиями, поддерживая также других людей, которые в это же время переживали это же заболевание или заболевание своих близких. Взаимная помощь и поддержка, конечно же, помогала ему, а также многим другим людям. Название блога «Прогулки по Планете Р» придумал врач и друг Найла, чтобы поддержать его.
В настоящее время Найл Роджерс продолжает активно работать, сотрудничая со многими артистами, а также продолжая свою благотворительную деятельность.
Успех его работы подтверждает 56-я церемония «Грэмми», на которой Найл Роджерс совместно с группой Daft Punk и Фарреллом Уильямсом получили три «золотых граммофона».

## Дискография

### «Chic»
- Chic (1977)
- C’est Chic (1978)
- Risqué (1979)
- Real People (1980)
- Take It Off (1981)
- Soup For One (soundtrack, Chic/various artists) (1982)
- Tongue in Chic (1982)
- Believer (1983)
- Chic-Ism (1992)
- Live at the Budokan (1999)

### Сольные проекты
- Adventures in the Land of the Good Groove (1983)
- B-Movie Matinee (1985)
- Outloud (1987)
- Chic Freak and More Treats (1996)

### Совместные проекты
- Norma Jean, Norma Jean Wright (1978)
- We Are Family, Sister Sledge (1979)
- King of the World, Sheila B. Devotion (1980)
- Love Somebody Today, Sister Sledge (1980)
- Diana, Diana Ross (1980)
- I Love My Lady, Джонни Мэтис (1981) UNRELEASED
- Koo Koo, Debbie Harry (1981)
- unknown title, Fonzi Thornton (1982) UNRELEASED
- Let’s Dance, David Bowie (1983)
- Situation X, Michael Gregory (1983)
- «Invitation To Dance», Kim Carnes (1983)
- Trash It Up, Southside Johnny & The Asbury Jukes (1983)
- Original Sin, INXS (1984)
- Like a Virgin, Madonna (1984)
- «The Reflex», «The Wild Boys», Duran Duran (1984)
- «Out Out'», Peter Gabriel (1984)
- Flash, Jeff Beck (1985)
- She’s The Boss, Mick Jagger (1985)
- Here’s to Future Days, Thompson Twins, (1985)
- Do You, Sheena Easton (1985)
- When The Boys Meet The Girls, Sister Sledge (1985)
- Home of the Brave, Laurie Anderson (1986)
- Notorious, Duran Duran (1986)
- Inside Story, Grace Jones (1986)
- Inside Out, Philip Bailey (1986)
- L Is For Lover, Al Jarreau (1986)
- «Help Me», Bryan Ferry (1986)
- «Moonlighting Theme», Al Jarreau (1987)
- «Route 66» [Nile Rodgers Mix], Depeche Mode (1987)
- Cosmic Thing, The B-52's (1989)
- Slam, Dan Reed Network (1989)
- en:Decade: Greatest Hits, Duran Duran (1989)
- So Happy, Eddie Murphy (1989)
- Workin' Overtime, Diana Ross (1989)
- Family Style, Vaughan Brothers (1990)
- Move To This, Cathy Dennis (1990)
- The Heat, Dan Reed Network (1991)
- Fireball Zone, Ric Ocasek (1991)
- «Real Cool World», David Bowie (1992)
- Good Stuff, The B-52’s (1992)
- Black Tie White Noise, David Bowie (1993)
- Your Filthy Little Mouth, David Lee Roth (1994)
- Azabache, Marta Sánchez (1997)
- Us, Taja Sevelle (1997)
- Samantha Cole, Samantha Cole (1997)
- On And On, All-4-One (1998)
- Everything is Cool, SMAP (Japan) (1998)
- Su Theme Song, SMAP (Japan) (1998)
- Just Me, Tina Arena (2001)
- Dellali, Cheb Mami (2001)
- «We Are Family», Nile Rodgers All Stars (We Are Family Foundation) (2001)
- Only A Woman Like You, Michael Bolton (2002)
- Shady Satin Drug, Soul Decision (2004)
- Astronaut, Duran Duran (2004)
- «Shady», Adam Lambert ft. Sam Sparro and Nile Rodgers Trespassing (2012)
- «Get Lucky», Random Access Memories Daft Punk (2013)
- «Give Life Back to Music», Random Access Memories, Daft Punk (2013)
- «Lose Yourself to Dance» Random Access Memories, Daft Punk (2013)
- «Lay Me Down», Avicii featuring Adam Lambert and Nile Rodgers True, (2013)
- «What is Right», Chase & Status ft. Abigail Wyles and Nile Rodgers (2013)
- «Les Chansons De L’Innocence Retrouvée», Etienne Daho (2013)
- «Mandou Bem», Jota Quest ft. Nile Rodgers (2013)
- «Together», Disclosure, Sam Smith, Jimmy Napes and Nile Rodgers (2013)
- «Love Sublime», Tensnake ft. Nile Rodgers and Fiora (2013)
- «Unforgiven», Le Sserafim ft. Nile Rodgers (2023)

### Саундтреки
- Soup For One (1982)
- Alphabet City (1984)
- Поездка в Америку (1988)
- Земные девушки легко доступны (1989)
- White Hot (1989)
- Полицейский из Беверли-Хиллз 3 (1994)
- Blue Chips (1994)
- Public Enemy (1999)
- Rise of Nations (2003) Game
- Halo 2 (2004) Game
- Perfect Dark Zero (2005) Game
- Halo 3 (2007) Game